# Fritz Greve

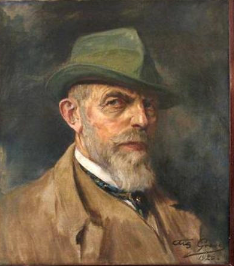
Selbstporträt

Fritz Greve (* 17. August 1863 in Malchin; † 2. April 1931 ebenda) war ein deutscher Maler und Hochschullehrer.

## Leben
In seinem Heimatort Malchin machte er erste handwerkliche Erfahrungen bei seinem Vater Wilhelm Greve, der zu der Zeit als Hof- und Dekorationsmaler tätig ist. Nach der Schulzeit und dem Militärdienst verließ er seine Heimat, um ein Zeichenstudium zu beginnen. Nach dem Studium an der Kunstgewerbeschule Dresden, der Kunstgewerbeschule Frankfurt am Main und an der Berliner Kunstakademie war Fritz Greve von 1902 bis 1928 als Professor an der Königlichen Kunstschule zu Berlin tätig. Er lebte in Berlin-Charlottenburg, wo er ein Atelier im Haus Berliner Straße 62 gemietet hatte. Der Briefwechsel und verschiedene Unterlagen aus der dieser Zeit werden an der Universität der Künste Berlin aufbewahrt.

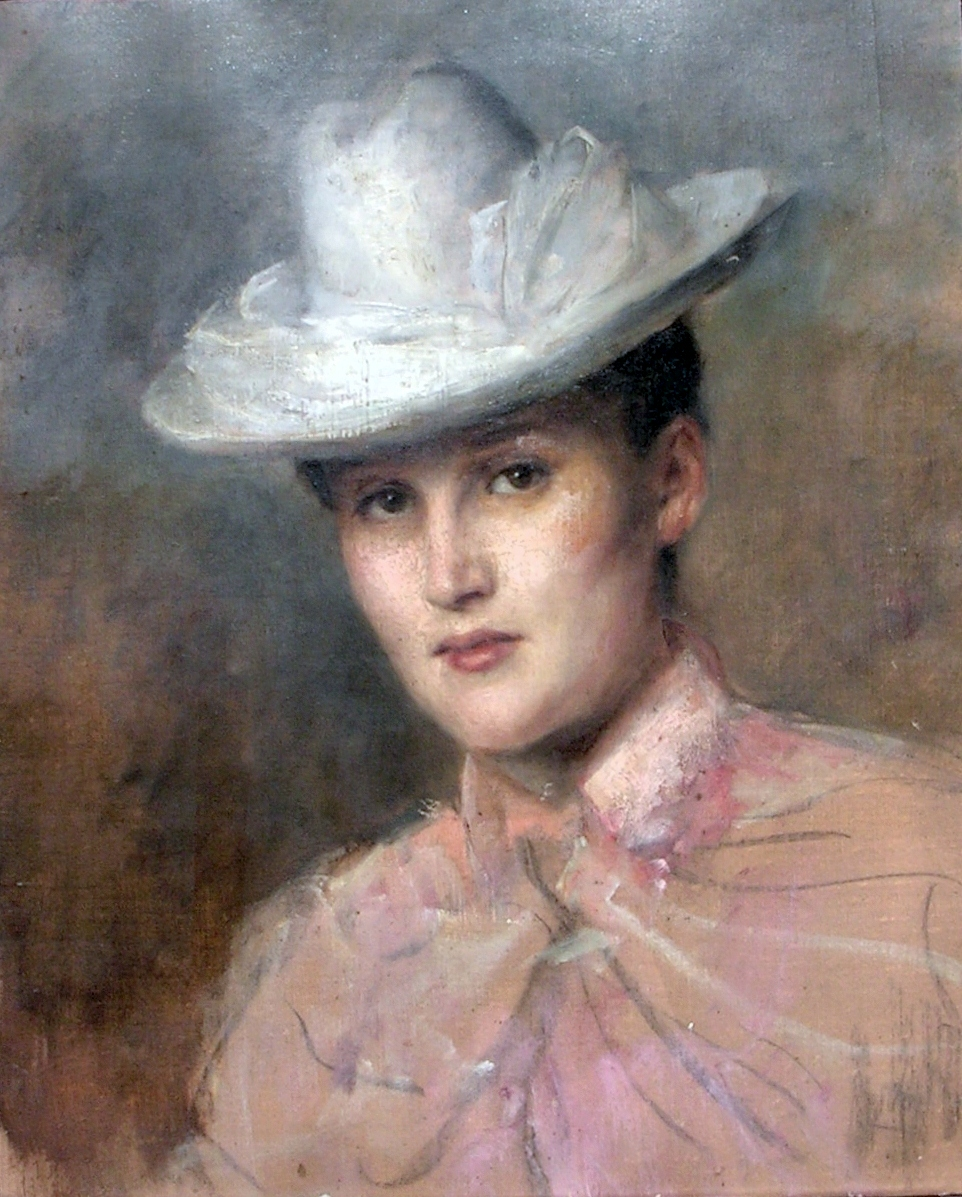
Porträt Anna Wandschneider

Neben seiner Lehrtätigkeit malte Greve Porträts, Stillleben und Landschaften, Altarbilder und Fresken (Waren/Müritz, Sternberg, Grabow und Hohen Mistorf). Er gilt als der bedeutendste mecklenburgische Kirchenmaler seiner Zeit. Sein wohl gelungenstes Wandgemälde „Jesus und seine Jünger“ schuf er 1913.
Im September 1913 vollendete er in nur sieben Wochen das monumentale Triumphbogen-Wandgemälde „Himmelfahrt Christi“ in der Marienkirche in Waren (Müritz). Bei der Neugestaltung des Kirchenraums 1963 wurde dieses Gemälde aus theologischen Bedenken heraus überstrichen und war seitdem unter drei Farbschichten verborgen. Die in goldenen Lettern angebrachte Inschrift „Siehe, Ich bin bei euch alle Tage bis an der Welt Ende“ (Mt. 28, 20) ist seit ihrer Freilegung im Jahre 2000 wieder zu lesen. Durch einen Zufall wurde Ende des Jahres 2000 auch die Originalvorlage bei Dacharbeiten im Hause des Malers gefunden. Die Kirchengemeinde beschloss daraufhin, die Wandmalerei wieder freilegen zu lassen. Die Restaurierung dauerte über zehn Jahre und kostete rund 100.000 Euro. Im Mai 2013 wurde das Gemälde im Jahr des 100-jährigen Bestehens übergeben.
In den 1920er Jahren bezeichnete man Fritz Greve als „Graue Eminenz“ der mecklenburgischen Maler. Er beschickte zahlreiche bedeutende Kunstausstellungen, u. a. die Große Berliner Kunstausstellung, und stellte im Münchner Glaspalast sowie im Dresdner Kunstverein, in Rostock und Schwerin aus. Auch als Illustrator zahlreicher deutscher Heldensagen und Erzählungen aus dem mecklenburgischen Volksleben war er außerordentlich erfolgreich.
1928 kehrte Greve aus Berlin in seine geliebte Heimat zurück und gründete in seiner Geburtsstadt Malchin eine Malschule.
Fritz Greve starb 1931 auf seinem um 1910 errichteten Ruhesitz in Jettchenshof bei Malchin.

## Werke

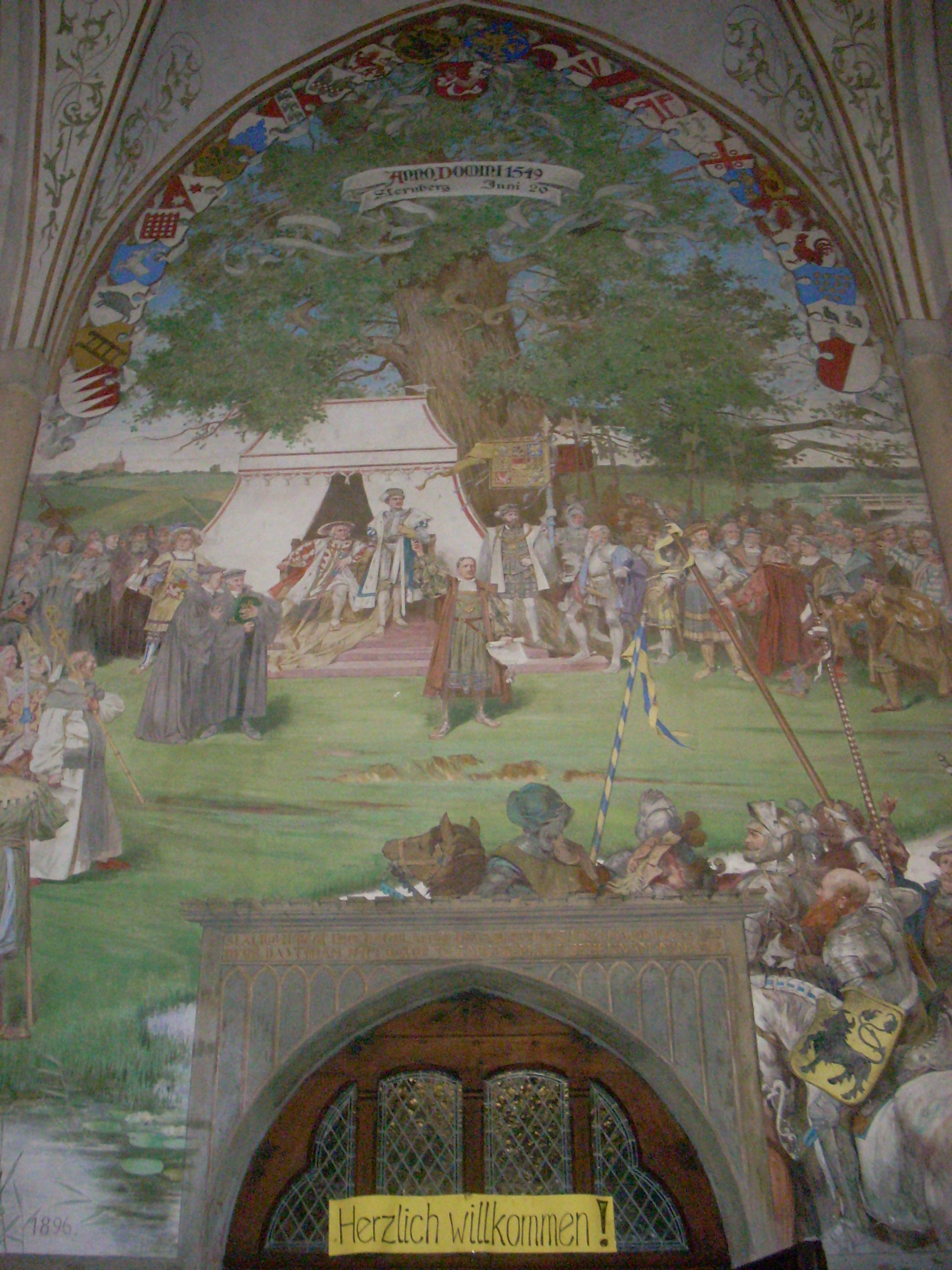
Landtag an der Sagsdorfer Brücke

- Landtag an der Sagsdorfer Warnowbrücke bei Sternberg am 20. Juli 1549, Gemälde in der Turmhalle der Stadtkirche Sternberg
- Jesus und  seine Jünger, Gemälde von 1913
- Himmelfahrt Christi, Triumphbogenwandgemälde von 1913 in der Marienkirche in Waren (Müritz)
- Die Bergpredigt in mecklenburgischer Landschaft (1920), Dorfkirche Hohen Mistorf (heute Ortsteil von Alt Sührkow)

Weitere Arbeiten befinden sich auch in den Kirchen in Waren (Müritz), Sternberg sowie in zahlreichen Museen, u. a. in den Landesmuseen Schwerin und Rostock und den Heimatmuseen Teterow und Malchin.

### Illustrationen
- Karl Beyer: Gretenwäschen. Preisgekrönte Erzählungen aus dem mecklenburgischen Volksleben. (mit Illustrationen von Fritz Greve) Bahn, Schwerin i. M. 1919.

## Ehrungen
Seit Mitte 2006 trägt das Gymnasium in Malchin seinen Namen.